# شینجی ایمائوکا
شینجی ایمائوکا (انگلیسی: Shinji Imaoka؛ زادهٔ ۱۹۶۵ (۵۹–۶۰ سال)) کارگردان فیلم، بازیگر، فیلم‌نامه‌نویس، و وبلاگ‌نویس اهل ژاپن است.